# Roßhaupten
Roßhaupten là một đô thị ở Ostallgäu bang Bayern thuộc nước Đức.